# Hew Fraser
Hew Thomson Fraser (Glasgow, 25 de juliol de 1877 – Duthil, Highland, 11 d'agost de 1938) va ser un jugador d'hoquei sobre herba escocès que va competir a principis del segle xx. Posteriorment intentà la carrera política amb el Partit Liberal.
El 1908 va prendre part en els Jocs Olímpics de Londres, on va guanyar la medalla de bronze en la competició d'hoquei sobre herbal, com a membre de l'equip escocès.
Entre 1929 i 1938 fou el candidat Liberal per la divisió Wood Green de Middlesex. El 1929 fou segon en la lluita per les eleccions generals, enviant el candidat laborista a la tercera posició. El 1935 ho tornà a provar, però quedà en tercera posició.